# 冬の星座 (坪倉唯子の曲)
「冬の星座」（ふゆのせいざ）は、坪倉唯子の4枚目のシングル。1994年1月21日にBMGルームスから発売された。

## 概要
唯一、自身が作詞を手がけたシングル表題曲は、TBS系テレビドラマ『3丁目9番地』オープニング・テーマ。

## 収録曲
（全作詞：坪倉唯子、編曲：池田大介）
1. 冬の星座
作曲：古川真一
  - TBS系テレビドラマ『3丁目9番地』オープニングテーマ
2. poison blue
作曲：太田美知彦

## 参加ミュージシャン
- 増崎孝司（DIMENSION） - ギター
- 栗林誠一郎 - コーラス（#1）
- 鈴木康志 - コーラス（#2）